# Dirottamento della Maersk Alabama

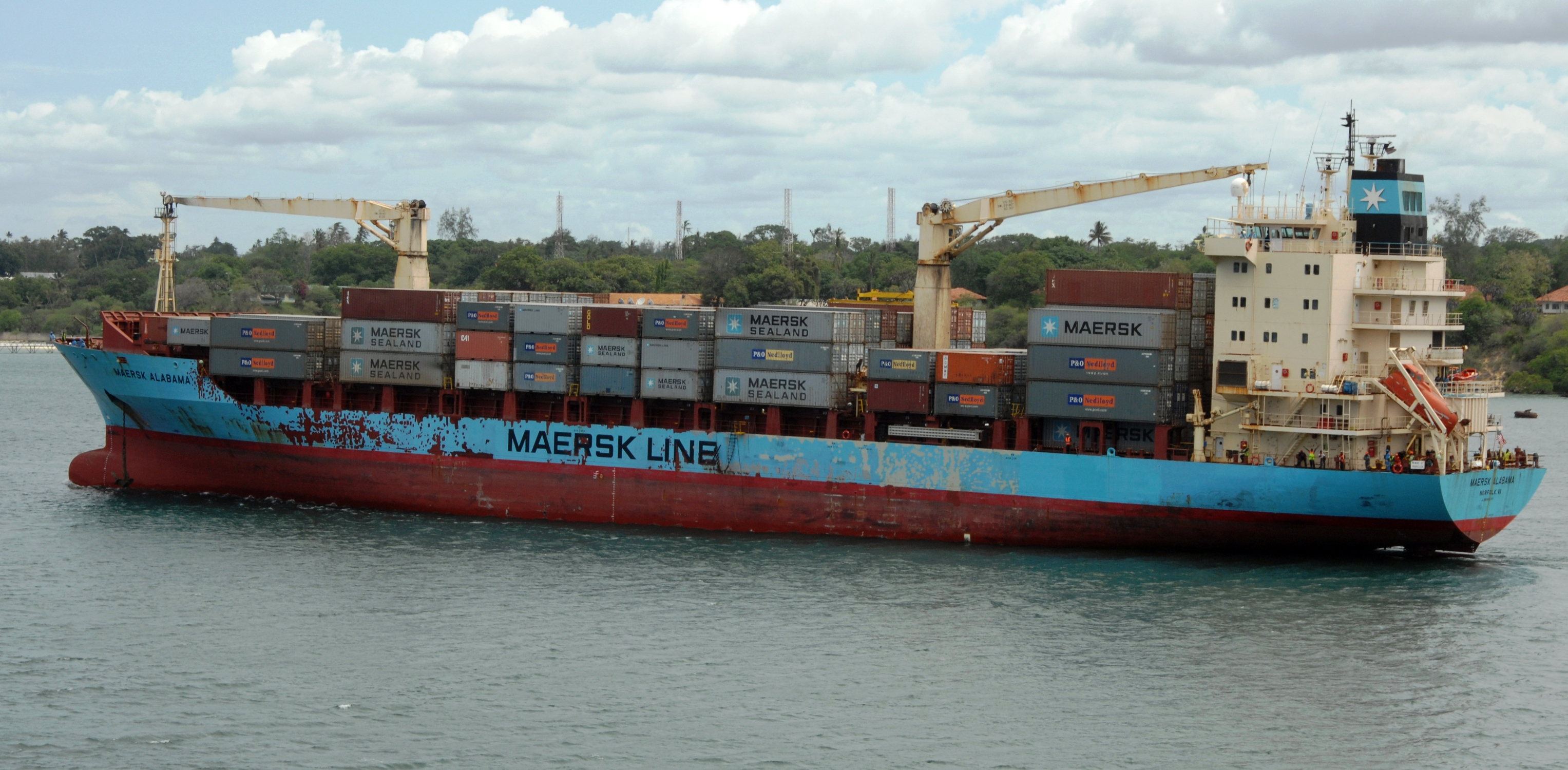
La Maersk Alabama mentre lascia Mombasa, in Kenya, il 21 aprile 2009.

Il dirottamento della Maersk Alabama avvenne tra l'8 e il 12 aprile 2009, periodo in cui la nave mercantile in questione venne sequestrata da parte di un gruppo di 4 pirati somali, 3 dei quali vennero uccisi ed uno catturato vivo.
Il braccio di ferro con i pirati, che avevano sequestrato il comandante Richard Phillips, si concluse quando una squadra del DEVGRU appartenente ai Navy SEAL riuscì a salvarlo. Il fatto passò alla storia perché si trattava del primo dirottamento di una nave da carico statunitense in duecento anni di storia navale.

## Il dirottamento
Nel marzo 2009 Richard Phillips, il comandante della nave mercantile, venne chiamato, assieme ai suoi 20 membri dell'equipaggio, a prendere parte ad una spedizione umanitaria per il Programma alimentare mondiale e trasportare circa 17 000 tonnellate di merci, delle quali 5 t destinate alla popolazione del terzo mondo da Salalah (Oman) fino a Mombasa (Kenya).
L'8 aprile, mentre la nave si trovava a circa 240 miglia dalla costa della Somalia, un gruppo di 4 pirati somali armati con fucili d'assalto AK-47 abbordarono la nave con un motoscafo e riuscirono a salire a bordo. Durante l'abbordaggio i membri dell'equipaggio si nascosero nella sala macchine, dove riuscirono a catturare uno dei pirati, identificato come Abduwali Muse, recatosi lì, e lo tennero prigioniero per 12 ore, durante le quali cercarono di negoziare con gli altri pirati allo scopo di far rilasciare il comandante. Dopo aver rilasciato Muse, tuttavia, i pirati vennero meno all'accordo e caricarono il comandante Phillips a bordo di una lancia di salvataggio allo scopo di raggiungere la Somalia, dove avevano intenzione di rifugiarsi per chiedere poi un riscatto di 10 milioni di dollari.

## Operazione di salvataggio
Il 9 aprile Frank Castellano, comandante del cacciatorpediniere USS Bainbridge, presa conoscenza della situazione, insieme alla fregata USS Halyburton ed alla portaelicotteri USS Boxer, raggiunse il Maersk Alabama. La nave fu indotta a fare rotta fino a Mombasa con una scorta armata per motivi di sicurezza. Castellano ricevette, dal presidente Barack Obama, l'ordine di optare per una soluzione pacifica per salvare l'ostaggio prima che raggiungesse la costa somala. Se Castellano non fosse riuscito a fermare i pirati, la Marina degli Stati Uniti avrebbe comunque mandato degli assaltatori appartenenti al DEVGRU.
Un aereo da trasporto C-17 sorvolò l'Oceano Indiano dal quale gli assaltatori si calarono con dei paracadute in una zona al di fuori dell'orizzonte del Bainbridge. Dopodiché gli assaltatori furono portati dai motoscafi della Marina Militare Americana sulla USS Boxer. Successivamente la portaelicotteri raggiunse Bainbridge e fece salire, a bordo del cacciatorpediniere, un gruppo di tiratori scelti armati di fucili SR-25, che stabilirono una posizione di osservazione sul ponte di poppa, con l'ordine di aprire il fuoco solo se la vita di Phillips fosse stata in grave pericolo.
La sera del 10 aprile il comandante Phillips cercò di fuggire dalla lancia di salvataggio, facendo salire la tensione tra l'equipaggio del Bainbridge. Sotto la minaccia delle armi, Phillips fu costretto a risalire a bordo della stessa.
L'11 aprile un gommone arrivò presso la lancia di salvataggio e il negoziatore giunse ad un accordo per agganciare un cavo da rimorchio sulla lancia, mentre Muse venne fatto salire a bordo del Bainbridge per negoziare con le autorità.
Il 12 aprile, dopo quattro giorni di negoziazioni, i tiratori scelti aprirono il fuoco sulla lancia, uccidendo i tre pirati a bordo e salvando il comandante Phillips. Secondo i rapporti del comandante Castellano, i tiratori scelti spararono in quanto si accorsero che la vita di Phillips era in pericolo in quanto uno dei pirati stava puntando contro l'ostaggio un AK-47.
Muse, a bordo del Baibridge per le negoziazioni, fu arrestato e condannato a 33 anni di carcere con l'accusa di pirateria, mentre Phillips tornò in patria il 17 aprile. 
Il comandante Phillips tornò in mare il 25 luglio 2010, poco più di un anno dopo i fatti.

## Nei media
- La vicenda del dirottamento ha dato spunto per il saggio autobiografico Il dovere di un capitano, scritto da Richard Phillips nel 2010.
- In ambito cinematografico il dirottamento ha dato spunto anche per il film di Paul Greengrass Captain Phillips - Attacco in mare aperto, uscito nelle sale americane l'11 ottobre 2013 e in quelle italiane il 31 ottobre 2013.
- In Medal of Honor: Warfighter c'è uno scorcio di missione dedicato all'evento.

| Controllo di autorità | VIAF (EN) 137443090 · LCCN (EN) n2010002610 |